# Teeworlds
Teeworlds är ett snabbt online shoot 'em up-datorspel i 2D. Spelet går att ladda ner från spelets hemsida. Det finns till Windows, Linux och Mac OS X (både PPC och Intel-versioner finns tillgängliga). Spelet hette ursprungligen "Teewars" men bytte namn till Teeworlds i samband med att version 0.4.0 släpptes. Anledningen uppges ha varit rättighetsskäl.

## Spelet
Spelet styrs med både mus och tangentbord, där default-knapparna A, D samt mellanslag används för att flytta figuren till vänster, höger respektive för att hoppa. Musen används för att sikta och skjuta. Med vänsterknappen avfyras vapnet och med högerknappen avfyras en krok som hjälper spelaren att snabbt förflytta sig.